# Алън Бийн
Алън Бийн (на английски: Alan LaVern Bean) e бивш американски астронавт, четвъртия човек, стъпил на Луната.

## Биография
Бийн е роден на 15 март 1932 г. в северен Тексас. Получава бакалавърска степен по аерокосмическо инженерство от Унивеситета на Тексас в Остин. 
Избран е за астронавт от НАСА през октомври 1963 година.

## Полети
Алън Бийн е летял в космоса като член на екипажа на следните мисии:
- Аполо 12 (14 ноември 1969 – 24 ноември 1969)

Пилот е на лунния модул на космическия кораб. Командир на кораба е Чарлс Конрад, а пилот на орбиталния модул е Ричард Гордън. Това е вторият космически кораб с кацане на Луната. На лунната повърхност прекарава 31 часа и 31 минути, а полетът продължава 10 дни 4 часа и 36 минути.
- Скайлаб 3 (28 юли 1973 – 25 септември 1973)

Командир е на кораба, който се скачва с орбиталната станция Скайлаб. Екипажът се състои от Джек Лузма и Оуен Гериът. Продължителността на е полета е 59 денонощия 11 часа и 9 минути, което е рекорд по престой в космоса до полета на Скайлаб 4 (8 февруари 1974 г.).
| Космически полети на Алън Бийн                                      | Космически полети на Алън Бийн | Космически полети на Алън Бийн | Космически полети на Алън Бийн | Космически полети на Алън Бийн | Космически полети на Алън Бийн     | Космически полети на Алън Бийн |
| №                                                                   | Дата                           | КК                             | Емблема на мисията             | Функции                        | Продължителност                    |                                |
| ------------------------------------------------------------------- | ------------------------------ | ------------------------------ | ------------------------------ | ------------------------------ | ---------------------------------- | ------------------------------ |
| 1                                                                   | 14 ноември 1969                | „Аполо 12“                     |                                | Пилот на лунния модул          | 10 денонощия 4 часа 36 мин 24 сек. |                                |
| 2                                                                   | 28 юли 1973                    | „Скайлаб 3“                    |                                | Командир                       | 59 денонощия 11 часа 9 мин 4 сек.  |                                |
| Сумарно време в космоса – 69 денонощия 15 часа 45 минути и 28 сек.. |                                |                                |                                |                                |                                    |                                |

След двата полета, Бийн е командир на дублиращия екипаж на Съединените щати по време на съвместния американско-руски проект Аполо-Союз.
Бийн се пенсионира от ВМС през октомври 1975 г. като капитан, но продължава като ръководител на обучението на цивилните кандидат-астронавти.
Той е женен и има две деца – син и дъщеря.